# Edwardsville, Kansas
Edwardsville är en ort i Wyandotte County i Kansas. Vid 2010 års folkräkning hade Edwardsville 4 340 invånare.